# David Pringle
David William Pringle (Selkirk Schotland, 1950) is een Brits sciencefiction- en fantasy-redacteur.
Pringle was van 1980 tot 1986 redacteur bij het wetenschappelijke tijdschrift Foundation. Gedurende deze tijd was hij medeoprichter van het invloedrijke SF-blad Interzone in 1982.  In 1988 werd hij de uitgever en redacteur van dat blad, posities die hij bekleedde totdat hij Interzone in 2004 verkocht aan Andy Cox. Korte tijd in 1991 was hij redacteur van een kritisch SF-tijdschrift: Million: The Magazine About Popular Fiction.
In 1998 ontving Pringle een Speciale BSFA Award voor zijn redacteurswerk bij Interzone en in 2005 kreeg hij daarvoor een Speciale Hugo Award.
Pringle was ook redacteur van series verhalen voor Games Workshop, gebaseerd op hun Warhammer- en Dark Future-spellen. Hij schreef zelf ook twee delen in deze serie.  
Pringle is redacteur geweest van belangrijke overzichtswerken van het genre. De twee boeken Science Fiction: 100 Best Novels en Modern Fantasy: The Hundred Best Novels onderscheiden zich van soortgelijke werken doordat Britse romans meer nadruk krijgen en Amerikaanse minder.